# Réponse à l'intervention
La réponse à l'intervention (sigle RAI) est une pratique pédagogique visant spécifiquement à lutter contre l’échec scolaire. Elle se développe aux États-Unis dans le courant des années 2000, à la fois par des recherches et des expérimentations en écoles. En France, elle est introduite à l'Éducation Nationale en 2019.

## Définition de la réponse à l’intervention
Lorsque l'on instaure la réponse à l'intervention dans une école, on commence par former l'ensemble des enseignants aux pratiques validées par la recherche dans le but d'améliorer la qualité de l'enseignement pour tous les élèves. C'est ce que l'on appelle intervenir au niveau 1. On évalue ensuite très régulièrement les performances des élèves. Ceux qui ne progressent pas suffisamment bénéficient alors de mesures d'aide. Il peut par exemple s'agir de quelques heures par semaine de soutien en petit groupe avec le maitre. C'est ce que l'on appelle une intervention de niveau 2. Les élèves qui malgré cette aide ne progressent toujours pas suffisamment bénéficient alors d'une aide plus intensive. Il peut par exemple s'agir d'une séance individuelle quotidienne avec un enseignant spécialisé. C'est ce que l'on appelle une intervention de niveau 3. L'évolution des progrès de chaque élève et la mise en place de dispositifs d'aide constituent ainsi la colonne vertébrale de cette démarche. En s'appuyant sur  les travaux de Fuchs et Fuchs
et les définitions en langue anglaise du Center on Response to Intervention,,
,

la réponse à l’intervention peut donc être définie de la façon suivante :
"La réponse à l’intervention est d’une part un cadre d’interprétation (« framework ») de la difficulté scolaire fondée sur la manière dont l’élève répond à l’enseignement dispensé. La difficulté scolaire y est conçue comme une absence de progrès jugés suffisants chez un élève. La réponse à l’intervention est d’autre part une procédure d’aide déclenchée à la suite d’une « réponse » insuffisante d’un élève, qui utilise les données de l’évaluation afin de pouvoir ajuster l’action pédagogique. Elle vise à intégrer l’élève dans des dispositifs d’aide successifs d’intensité croissante mettant en œuvre des interventions validées par la recherche.  ".
La réponse à l'intervention est ainsi un moyen d'appréhender les difficultés scolaires, de les combattre, mais aussi de les prévenir, par ses évaluations régulières et ses interventions mises en œuvre au moment opportun, avant que les difficultés ne se creusent. 

## Genèse de la réponse à l’intervention
Plusieurs auteurs ayant contribué à construire ce « modèle », il est délicat de lui attribuer une paternité. Néanmoins, les travaux fondateurs de Douglas et Lynn Fuchs ont largement contribué à définir et à structurer son champ ; ceux de Haager, Klingner et Vaughn, l’ont adapté à l’enseignement-apprentissage de la lecture. Il a depuis été expérimenté par de très nombreux chercheurs dans le monde anglophone, puis au Québec et en Allemagne, en même temps qu’il s’est imposé sur le terrain éducatif.
Ce modèle est né d’une double insatisfaction partagée par les chercheurs et les politiques américains quant au traitement de la difficulté scolaire aux États-Unis, dans un cadre théorique qui était celui des « troubles des apprentissages », c’est-à-dire un cadre centré sur la nature intrinsèque et neuro-psychologique des difficultés scolaires. Le modèle d’identification des troubles d’apprentissage de la lecture alors en vigueur était celui de l’écart entre le quotient intellectuel et les performances de l’élève. Une série de réflexions critiques a alors donné naissance à l’idée d’un mode de fonctionnement plus souple, ouvert à un public plus large, intégrant la dimension de la prévention et visant à élargir le cadre restrictif des « troubles des apprentissages » à celui plus diversifié de la « difficulté scolaire ». Ainsi, la réponse à l'intervention permet d'aider dans le cadre de dispositifs d'aide tous les élèves éprouvant des difficultés d'apprentissages de la lecture, qu'il s'agisse d'élèves faibles, d'élèves issus de milieux défavorisés, d'élèves allophones, là où l'ancien modèle ne permettait d'aider que les élèves diagnostiqués comme étant dyslexiques.
En 2004, l'initiative IDEA autorise les États américains à recourir à la procédure de la « response to invervention » pour déterminer si les élèves souffrent de troubles des apprentissages, en lieu et place de l’approche traditionnelle de l’écart entre le Q.I. et les performances. 
Depuis cette époque, le référentiel de la réponse à l'intervention s'impose progressivement au Québec comme un moyen de prévenir l’illettrisme,.  Plusieurs chercheurs expérimentent des dispositifs de niveau 1 et 2, visant à prévenir les difficultés de lecture en fin d'école maternelle.

## Fonctionnement de la réponse à l’intervention
L’idée centrale de la procédure RAI est de proposer différents niveaux d’intervention d’intensité croissante, généralement symbolisés par une pyramide. La base représente ce dont bénéficie l’ensemble des élèves et le sommet dont bénéficie une petite partie d’entre eux. Le nombre de ces niveaux et leur caractérisation varie selon les façons d’opérationnaliser le principe de la RAI.  La figure ci-dessous, adaptée de Haager, Klinger et Vaughn illustre le fonctionnement de la réponse à l’intervention dans le domaine de l'enseignement-apprentissage de la lecture.

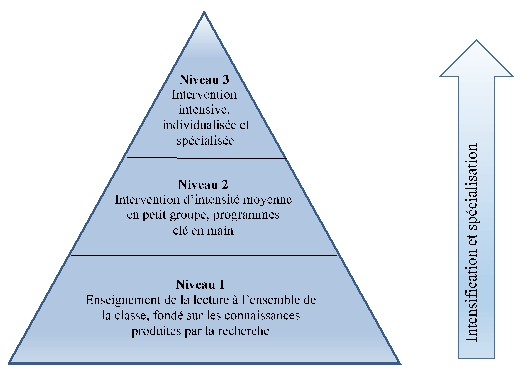
Figure 1 : Modèle d’intervention en lecture à trois niveaux d’après Haager et al., adapté par Viriot-Goeldel (2017).

Dans ce modèle, le niveau 1 se caractérise par la mise en place d’un enseignement efficace, dispensé par l’enseignant à tous les élèves de la classe. Pour cela, cet enseignement doit reposer sur les connaissances actuelles produites par la recherche.
Dans le niveau 2, les élèves dont les progrès se situent en deçà de ce qui est normalement attendu en fonction de l’enseignement dispensé en niveau 1 bénéficient d’une aide supplémentaire. On dit de cette aide qu’elle d’intensité dite « modérée ». Généralement, cette aide supplémentaire prend la forme de plusieurs séances de soutien hebdomadaires en petit groupe, dispensées par l’enseignant ou par un intervenant spécialisé. Aux États-Unis, la documentation officielle prescrit l’usage au niveau 2 d’« evidence-based interventions » (NCRI, 2010), c’est-à-dire d’interventions « basées sur la preuve ». Il s’agit d’interventions dont l’expérimentation a « prouvé » les effets positifs, et qu’il s’agit de reproduire exactement tels qu’elles ont été expérimentés.
Finalement, le niveau 3 concerne les élèves n’ayant pas fait suffisamment de progrès à la suite des interventions de niveaux 1 et 2. Les interventions qui y sont mises sont du même type que celles du niveau 2, mais plus intensives et plus ciblées qu’à ces niveaux. Elles sont dispensées quotidiennement et individuellement, par un enseignant spécialisé ou par un autre type de professionnel. 

## Évaluation de la réponse à l’intervention
Le courant de la réponse à l'intervention a donné lieu à de très nombreuses expérimentations de formes variées, aux États-Unis, au Canada puis dans le reste du monde, avec des résultats variables. L’heure est désormais au bilan d’étape, que caractérisent bien les titres des revues scientifiques qui y sont consacrées  : « un verre à moitié plein » (A Glass Half Full, Chard, 2012), ou encore « quelques réponses et des questions persistantes » (Some Answers and Lingering Questions, Denton, 2012).
Parmi les réserves exprimées, notons le fait que la mise en œuvre de la RAI permet certes d’améliorer les performances de nombreux élèves, mais pas de tous. Il subsiste un petit pourcentage d’élèves qui continuent à être en difficulté en dépit des efforts faits pour les aider. On dispose encore de trop peu de pistes pour aider ces élèves au niveau 3. Par ailleurs, lorsque ces interventions permettent aux élèves qui en bénéficient d’améliorer leurs performances, elles ne permettent pas toujours de combler le fossé entre ces élèves et la norme, a fortiori à long terme (Chard, 2012). Ce « verre à moitié plein » est tout de même classé dans la méta-analyse de Hattie comme le troisième facteur le plus important de succès, permettant d’améliorer « visiblement » les apprentissages (Fisher, Frey & Hattie, 2016). Mais finalement, chercheurs et praticiens poursuivent leur travail visant à affiner le modèle afin qu’il constitue un outil de prévention viable dans et hors de la classe (Fuchs & Vaughn, 2012).

## Expérientation en France par l'Éducation Nationale
En 2019, un document officiel émanant du Ministère de l’Éducation Nationale

mentionne pour la première fois la réponse à l'intervention. Cette approche, encore peu connue en France avant les années 2020, est née aux États-Unis au début des années 2000 (Response To Intervention (RTI) en anglais) et vise à lutter contre l’échec scolaire. 